# Nuno Pina
Nuno Henrique Pina Nunes (Lisboa, 31 de marzo de 1999), más conocido como Nuno Pina, es un futbolista portugués que juega como centrocampista en el F. C. Ordino de la Primera División de Andorra.

## Trayectoria
Es un jugador formado en la canteras del F. C. Sion, Genoa C. F. C. y A. C. ChievoVerona. El 21 de septiembre de 2019 hizo su debut con el primer equipo de este último en la Serie B en un partido contra el Pisa.[cita requerida]
El 31 de enero de 2020 fue cedido al Belenenses SAD hasta el final de la temporada. El 27 de agosto del mismo año se marchó a Suiza para jugar en calidad de cedido en el Grasshoppers de la Challenge League.
El 16 de agosto de 2021 firmó por el C. F. Fuenlabrada por tres temporadas, pero el 29 de enero de 2022 rescindió su contrato. Entonces estuvo sin equipo hasta que en julio regresó a Portugal después de fichar por el S. C. U. Torreense.

## Clubes
| Club                    | País     | Año       |
| ----------------------- | -------- | --------- |
| A. C. ChievoVerona      | Italia   | 2019-2021 |
| Belenenses SAD (cedido) | Portugal | 2020      |
| Grasshoppers (cedido)   | Suiza    | 2020-2021 |
| C. F. Fuenlabrada       | España   | 2021-2022 |
| S. C. U. Torreense      | Portugal | 2022-2023 |
| F. C. Paradiso          | Suiza    | 2024      |
| F. C. Ordino            | Andorra  | 2025-     |